# Vaala
Vaala là một đô thị Phần Lan. Đô thị này nằm ở tỉnh Oulu, vùng Kainuu. Được thành lập vào năm 1954 (tiền thân là đô thị Säräisniemi, được thành lập vào năm 1867), dân số là 3.751 vào thời điểm năm 2004. Đô thị này có diện tích 1.765 km² trong đó có 446 km² là diện tích mặt nước. Mật độ dân số là 2,8 người trên mỗi km².
Oulujärvi, hồ lớn thứ 4 ở Phần Lan, nằm  một phần ở Vaala.
Đô thị này chỉ sử dụng tiếng Phần Lan.